# Gambusia rhizophorae
Gambusia rhizophorae és un peix de la família dels pecílids i de l'ordre dels ciprinodontiformes.

## Morfologia
Els mascles poden assolir els 5 cm de longitud total.

## Distribució geogràfica
Es troba a Florida (Estats Units) i Cuba.